# Смит, Шарлотта (баскетболистка)
Шарлотта Даниэль Смит (англ. Charlotte Daniele Smith; по мужу Тейлор (англ. Taylor); род. 23 августа 1973 года в Шелби, Сев. Каролина) — американская профессиональная баскетболистка, выступавшая в женской национальной баскетбольной ассоциации. Она была выбрана на драфте ВНБА 1999 года в третьем раунде под тридцать третьим номером командой «Шарлотт Стинг». Играла на позиции лёгкого форварда. Будучи действующим игроком перешла в тренерский штаб родной команды NCAA «Северная Каролина Тар Хилз». В настоящее время работает на должности главного тренера студенческой команды «Элон Финикс».

## Ранние годы
Шарлотта Смит родилась 23 августа 1973 года в небольшом городке Шелби (Северная Каролина), у неё есть четыре брата, Чад, Брайан, Бернард и Улисс, училась там же в одноимённой средней школе, в которой выступала за местную баскетбольную команду.